# Croacia en los Juegos Olímpicos de Atlanta 1996
Croacia estuvo representada en los Juegos Olímpicos de Atlanta 1996 por un total de 84 deportistas que compitieron en 14 deportes.  
El portador de la bandera en la ceremonia de apertura fue el jugador de waterpolo Perica Bukić.

## Medallistas
El equipo olímpico croata obtuvo las siguientes medallas:
| Nombre | Deporte   | Competición |
| ------ | --------- | ----------- |
| Oro    |           |             |
| Equipo | Balonmano | Torneo M    |
| Plata  |           |             |
| Equipo | Waterpolo | Torneo M    |
| Bronce |           |             |
| —      |           |             |